# Rio Piraí Mirim
Rio Piraí Mirim är ett vattendrag i Brasilien.   Det ligger i delstaten Paraná, i den södra delen av landet, 1 000 km söder om huvudstaden Brasília.
I omgivningen kring Rio Piraí Mirim växer i huvudsak städsegrön lövskog. Området är  ganska glesbefolkat, med 40 invånare per kvadratkilometer.